# Yeokjuk: baegseong-eul humchin dojeog
Yeokjuk: baegseong-eul humchin dojeog (hangul: 역적: 백성을 훔친 도적) – południowokoreański serial telewizyjny emitowany na antenie MBC. Był emitowany w poniedziałki i wtorki o 22:00 od 30 stycznia do 16 maja 2017 roku, liczy 30 odcinków. Główne role odgrywają w nim Yoon Kyun-sang, Chae Soo-bin, Kim Sang-joong, Kim Ji-seok oraz Lee Ha-nui.

## Obsada

### Główna
- Yoon Kyun-sang jako Hong Gil-dong
  - Lee Ro-woon jako młody Hong Gil-dong
- Chae Soo-bin jako Song Ga-ryung, przyszła żona Gil-donga
- Kim Sang-joong jako Hong Ah Mo-gae, ojciec Gil-donga
- Kim Ji-seok jako książę koronny Lee Yoong (później Król Yeonsangun)
- Lee Ha-nui jako Gong-hwa (później nazywana Jang Nok-soo), pierwsza miłość Gil-donga

### W pozostałych rolach
| Rodzina Hong - Shim Hee-sub jako Hong Gil-hyun / Park Ha-sung - Lee Do-hyun jako młody Hong Gil-hyun, starszy syn Mo-gae i starszy brat Gil-donga - Shin Eun-jung jako Geum-ok, żona Ah Mo Gae i matka Gil-donga - Lee Soo-min jako Hong Uh Ri-ni / Sang-hwa - Jeong Soo-in jako młoda Hong Uh Ri-ni, najmłodsza córka Mo-gae i młodsza siostra Gil-donga Ilkhwari - Park Jun-gyu jako Hong So Boo-ri - Lee Joon-hyuk jako Hong Yong-gae - Kim Do-yoon jako Hong Se-gul - Heo Jung-do jako Hong Il-chung - Lee Ho-chul jako Hong Kkeut-shwe - Kim Byung-chun jako Soo Noh Man-sub - Lee Myung-hoon jako Hong Eob-san - Jo Hyun-do jako młody Eob-san - Kim Ha-eun jako Jeok Sun-ah Dwór królewski - Kim Jung-tae jako książę Choongwongun / Lee Jung - Choi Moo-sung jako Król Seongjong - Park Soo-young jako Kim Ja-won - Ahn Suk-hwan jako Pierwszy Wicepremier Noh Sa-shin | - Ryu Tae-ho jako Ryu Ja-gwang - Choi Yong-min jako Yoon Pil-sang - Park Ji-il jako Lee Se-jwa - … jako Park Won-jong Inni - Kim Byeong-ok jako sędzia Uhm Ja-chi - Hwang Seok-jeong jako Wol Ha-mae - Kim Joon-bae jako Heo Tae-hak - Kim Jung-hyun jako Mo Ri - Ahn Nae-sang jako Song Do-hwan - Seo Yi-sook jako Pani Jo, żona Jo Cham-bonga - Park Eun-suk jako Jo Soo-hak, syn Jo Cham-bonga - Kim Ye-joon jako młody Jo Soo-hak - Song Sam-dong jako Lee Uk-gong - Jung Da-bin jako Ok Ran - Kim Hee-jung jako Baek Kyun - Son Jong-hak jako pan Jo Cham-bong - Ko In-bum jako wuj Jo Cham-bonga |

## Produkcja
Pierwsze czytanie scenariusza odbyło się 30 grudnia 2016 roku w stacji MBC w Sangam. Serial kręcony był m.in. na planie Dae Jang-geum Park.

## Oglądalność
| No. | Data emisji           | Oglądalność | Oglądalność |
| No. | Data emisji           | TNmS        | AGB Nielsen |
| --- | --------------------- | ----------- | ----------- |
| 1   | 30 stycznia 2017(dts) | 8,3%        | 8,9%        |
| 2   | 31 stycznia 2017(dts) | 8,4%        | 10,0%       |
| 3   | 6 lutego 2017(dts)    | 9,9%        | 10,5%       |
| 4   | 7 lutego 2017(dts)    | 11,4%       | 12,3%       |
| 5   | 13 lutego 2017(dts)   | 9,8%        | 10,7%       |
| 6   | 14 lutego 2017(dts)   | 9,1%        | 10,6%       |
| 7   | 20 lutego 2017(dts)   | 9,4%        | 11,4%       |
| 8   | 21 lutego 2017(dts)   | 9,4%        | 11,5%       |
| 9   | 27 lutego 2017(dts)   | 10,6%       | 11,7%       |
| 10  | 28 lutego 2017(dts)   | 11,4%       | 12,5%       |
| 11  | 6 marca 2017(dts)     | 8,9%        | 10,3%       |
| 12  | 7 marca 2017(dts)     | 9,5%        | 10,5%       |
| 13  | 13 marca 2017(dts)    | 9,8%        | 10,6%       |
| 14  | 14 marca 2017(dts)    | 9,7%        | 10,4%       |
| 15  | 20 marca 2017(dts)    | 9,6%        | 9,7%        |
| 16  | 21 marca 2017(dts)    | 8,9%        | 8,8%        |
| 17  | 27 marca 2017(dts)    | 11,9%       | 13,8%       |
| 18  | 28 marca 2017(dts)    | 12,3%       | 13,9%       |
| 19  | 3 kwietnia 2017(dts)  | 11,2%       | 12,9%       |
| 20  | 4 kwietnia 2017(dts)  | 12,8%       | 12,5%       |
| 21  | 10 kwietnia 2017(dts) | 11,5%       | 12,7%       |
| 22  | 11 kwietnia 2017(dts) | 12,5%       | 13,0%       |
| 23  | 17 kwietnia 2017(dts) | 13,0%       | 13,5%       |
| 24  | 18 kwietnia 2017(dts) | 13,0%       | 13,3%       |
| 25  | 24 kwietnia 2017(dts) | 11,6%       | 12,1%       |
| 26  | 25 kwietnia 2017(dts) | 11,6%       | 12,4%       |
| 27  | 1 maja 2017(dts)      | 12,6%       | 13,0%       |
| 28  | 8 maja 2017(dts)      | 13,3%       | 12,3%       |
| 29  | 15 maja 2017(dts)     | 11,7%       | 12,1%       |
| 30  | 16 maja 2017(dts)     | 13,8%       | 14,4%       |